# Ski de fond aux Jeux olympiques de 2006 – 10 kilomètres femmes
Navigation
2002 2010
L'épreuve féminine de 10 kilomètres de ski de fond des Jeux olympiques d'hiver de 2006 a eu lieu le 16 février 2006 au Pragelato à Vancouver près de Turin en Italie. 

## Médaillés
| Or                    | Argent              | Bronze                             |
| Kristina Šmigun (EST) | Marit Bjørgen (NOR) | Hilde Gjermundshaug Pedersen (NOR) |